# C/1967 M1 Mitchell-Jones-Gerber
C/1967 M1 Mitchell-Jones-Gerber è una cometa non periodica che raggiunse la visibilità a occhio nudo. 
La cometa è stata scoperta da tre astrofili, gli australiani Herbert Edgar Mitchell e Mervyn Vincent Jones (da non confondere con l'astrofilo neozelandese Albert Jones) e il tedesco Friedrich Wilhelm Gerber. 
La cometa raggiunse la 3a e presentò una coda di 7° separata in due raggi distinti.
L'orbita della cometa presenta la particolarità di avere due MOID relativamente piccole con il pianeta Mercurio.